# Região de Calgary
A Região Metropolitana de Calgary é a área urbana centrada em Calgary, a maior cidade da província canadense de Alberta. A região abrange a cidades de Calgary e cidades circunvizinhas. A Região Metropolitana de Calgary é o maior centro de transporte e logística com destino as regiões sul de Alberta, a leste da Colúmbia Britânica e a parte norte dos Estados Unidos. É também na Região Metropolitana de Calgary que fica localizado o terceiro maior aeroporto mais movimentado do Canadá, o Aeroporto Internacional de Calgary.

## Demografia
A Região Metropolitana de Calgary é formada por 9 cidades, duas vilas, duas reservas indígenas (com autonomia própria) e dois distritos de Calgary. A população da região é de aproximadamente 1.079.310 habitantes (2006), tornando assim a maior região metropolitana de Alberta e a quinta maior do Canadá. Vale lembrar que no ano de 2006 a reserva indígena de Tsuu T'ina Nation não foi complementada realizada e considerada nos números populacionais da Região Metropolitana.
De acordo com o censo canadense de 2009, a região de Calgary superou em número de habitantes a Região de Ottawa, tornando-se a quarta maior região metropolitana do país, ficando com uma população estimada em 1.230.248 habitantes. No entanto, a tendência crescente de emigração para outras regiões metropolitanas do Canadá pode fazer a região de Calgary retornar a sua posição anterior.
A área total da região é de 5107 Km², tornando-a a segunda maior região metropolitana de Alberta, ficando atrás somente da Região Metropolitana de Edmonton.

## Calgary Regional Partnership
A Calgary Regional Partnership ou CRP é uma entidade formada entre 15 municípios da região de Calgary com o objetivo de lidar com o crescimento regional e questões de planejamento urbano. Foi fundada em 1999, e possui como lema Thinking regionally...acting locally. (em português: Pensar regionalmente... agir localmente)
A entidade é formada pelas cidades de Airdrie, Calgary, Banff, Black Diamond, Canmore, Chestermere, Cochrane, Crossfield, High River Irricana, Nanton, Okotoks, Strathmore, Turner Valley e Redwood Meadows.